# Kwon Min-ah
Kwon Min-ah (en coreano: 권민아; Busan, 21 de septiembre de 1993), conocida como Mina, es una cantante y actriz surcoreana. Ha actuado en dramas como Modern Farmer (2014) y Todo Sobre Mi madre (2015). Fue miembro del grupo femenino surcoreano AOA, formado por FNC Entertainment.

## Carrera

### Predebut
Audicionó para FNC Entertainment en 2009 y su familia se mudó desde Busan a Seúl poco después.

### Debut con AOA
El 30 de julio de 2012, debutó como miembro de AOA en el programa de Mnet, M Countdown con la canción "Elvis" de su primer álbum Angels' Story.

### Televisión
A principios de octubre del 2018 se anunció que se había unido al elenco principal de la serie Wind-Bell donde dará vida a Yeo Jin, una empleada de una editorial que ayuda a Daniel (Jung Jin-young) cuando llega a Seúl.

## Vida personal
Su padre murió de cáncer el 29 de noviembre de 2014. Debido a su muerte no participó en algunas promociones de "Like a Cat".
En agosto de 2020 fue hospitalizada por un intento de suicidio. Hizo eco de ello a través de las redes sociales, en especial su cuenta de Instagram, donde subió fotos de su muñeca herida junto a mensajes alusivos al fuerte maltrato causado por Jimin, su excompañera en la banda AOA. En septiembre de 2021, la fuente de información de noticias Dispatch compartió una serie de imágenes donde integrantes de AOA, Jimin y Choa, fueron a casa de Mina. Los internautas interpretaron esta visita como una forma de pedirle disculpas por el abuso psicológico que Mina denunció públicamente. Choa también hizo una petición para que dejara de publicar en Instagram sobre sus negativas experiencias junto a Jimin, pero ella se negó.

## Filmografía

### Cine
| Año  | Título       | Papel   | Notas |
| ---- | ------------ | ------- | ----- |
| 2018 | Woman's Wail | reparto | [ 4 ] |

### Serie de televisión
| Año    | Título                              | Papel          | Red                      | Notas        |
| ------ | ----------------------------------- | -------------- | ------------------------ | ------------ |
| 2013   | Adolescence Medley                  | Yoon Jin-yeong | KBS2                     | reparto      |
| 2014   | Días Maravillosos                   | Cha Hae-won    | KBS2                     | reparto      |
| 2014   | Flor Abuelo Unidad De Investigación | Han Seul-hee   | tvN                      | Cameo        |
| 2014   | Modern Farmer                       | Lee Soo-yeon   | SBS                      | reparto      |
| 2015   | Todo Sobre Mi Madre                 | Go Aeng-doo    | KBS2                     | reparto      |
| 2016   | Haga Clic En Su Corazón             | Mina           | MBC Cada 1 Naver TV Cast | protagonista |
| 2017   | Hospital Ship                       | Yoo Ah-rim     | MBC                      | reparto      |
| 2018   | La reina del Misterio 2             | Shin Na-ra     | KBS                      | reparto      |
| 2018 - | Wind-Bell                           | Yeo Jin        |                          | protagonista |

### Reality
| Año  | Título             | Papel      | Red | Nota   |
| ---- | ------------------ | ---------- | --- | ------ |
| 2013 | Cheongdam-dong 111 | Ella misma | tvN | [ 13 ] |

### Espectáculos de variedades
| Año       | Título         | Papel    | Red        | Notas               |
| --------- | -------------- | -------- | ---------- | ------------------- |
| 2014      | Weekly Idol    | Invitada | MBC Cada 1 | Ep. 154 con AOA     |
| 2015      | Gourmet Road   | MC       | Y-Star     |                     |
| 2015      | Hola Consejero | Invitada | KBS        | con Choa            |
| 2015-2016 | Weekly Idol    | co-MC    | MBC Cada 1 | con N y Oh Ha-young |
| 2016      | Weekly Idol    | Invitada | MBC Cada 1 | Ep. 251 con AOA     |
| 2017      | Knowing Bros   | Invitada | JTBC       | Ep. 57 con AOA      |
| 2019      | Running Man    | Invitada | SBS        | Ep. #436            |